# Katharina Drouvé
Katharina Drouvé OSB (* 7. September 1961 in Leverkusen) ist eine deutsche Nonne. Seit 2023 ist sie Äbtissin der Benediktinerinnenabtei St. Hildegard in Rüdesheim-Eibingen.

## Leben
Drouvé stammt aus Leverkusen und studierte nach dem Abitur zunächst Sonderpädagogik mit den Fächern Deutsch und Religion. Im Jahre 1983 trat sie in die Abtei St. Hildegard in Eibingen bei Rüdesheim am Rhein ein und legte 1985 ihre Profess ab. In der Abtei war sie als Novizenmeisterin, in der Verwaltung und im Gastbereich tätig. Seit 2016 stand sie ihrer Vorgängerin als Priorin und Stellvertreterin zur Seite. Nach dem Rücktritt der Äbtissin Dorothea Flandera, die bei Erreichen der Altersgrenze von 70 Jahren ihr Amt zur Verfügung gestellt hatte, wurde Sr. Katharina am 23. Januar 2023 zur neuen Äbtissin von Rupertsberg und Eibingen gewählt. Die Äbtissinenweihe spendete am 4. März 2023 der Bischof von Limburg, Georg Bätzing. Als Wahlspruch wählte Sr. Katharina, die die 41. Nachfolgerin Hildegards von Bingen ist, ein biblisches Wort aus dem Buch der Klagelieder Jeremias, das Teil der Liturgie des Karsamstags ist, Klgl 3,23 EU: Novi diluculo, multa est fides tua („Jeden Morgen neu, Herr, ist dein Erbarmen, groß deine Treue.“).